# Justina Mikulskytė
Justina Mikulskytė (Šiauliai, 6 febbraio 1996) è una tennista lituana.

## Carriera
Justina Mikulskytė ha vinto 7 titoli in singolare e 25 titoli in doppio nel circuito ITF in carriera. Il 9 maggio 2022, ha raggiunto il best ranking alla 239ª posizione mondiale nel singolare, mentre il 30 gennaio 2023 ha raggiunto nel doppio la 154ª posizione mondiale.
Fa parte della squadra lituana di Fed Cup con un record complessivo di 18 vittorie e 14 sconfitte (9-8 in singolare) al luglio 2023.

## Statistiche ITF

### Singolare

#### Vittorie (7)
| Torneo $100.000 (0) |
| Torneo $80.000 (0)  |
| Torneo $75.000 (0)  |
| Torneo $60.000 (0)  |
| Torneo $50.000 (0)  |
| Torneo $40.000 (2)  |
| Torneo $25.000 (2)  |
| Torneo $15.000 (3)  |
| Torneo $10.000 (0)  |

| N. | Data             | Torneo                                             | Superficie  | Avversaria in finale | Punteggio        |
| 1. | 8 settembre 2019 | ITF Bucha Women's Tour, Buča                       | Terra rossa | Taisja Pačkaleva     | 7–5, 6–2         |
| 2. | 13 ottobre 2019  | Soho Square Egypt, Sharm el-Sheikh                 | Cemento     | Valentina Ryser      | 3–6, 6–4, 6–3    |
| 3. | 30 maggio 2021   | Torneig Arcadi Manchón, Santa Margarida de Montbui | Cemento     | Celia Cerviño Ruiz   | 6-2, 6-0         |
| 4. | 23 gennaio 2022  | World Tennis Tour Movistar LG, Manacor             | Cemento     | Yuki Naito           | 6-3, 6-3         |
| 5. | 3 marzo 2024     | Federal Bank ITF, Gurgaon                          | Cemento     | Ku Yeon-woo          | 6-0, 6-1         |
| 6. | 8 settembre 2024 | Open 17 Saint-Palais sur Mer, Saint-Palais-sur-Mer | Terra rossa | Kaitlin Quevedo      | 7-5, 7-6(2)      |
| 7. | 2 febbraio 2025  | Porto Women's Indoor, Porto                        | Cemento (i) | Tyra Caterina Grant  | 6(2)-7, 6-3, 6-2 |

#### Sconfitte (6)
| Torneo $100.000 (0) |
| Torneo $80.000 (0)  |
| Torneo $75.000 (0)  |
| Torneo $60.000 (1)  |
| Torneo $50.000 (0)  |
| Torneo $40.000 (2)  |
| Torneo $25.000 (2)  |
| Torneo $15.000 (1)  |
| Torneo $10.000 (0)  |

| N. | Data             | Torneo                                             | Superficie  | Avversaria in finale | Punteggio        |
| 1. | 16 giugno 2019   | Amarante Ladies Open, Amarante                     | Cemento     | Georgia Drummy       | 6(4)-7, 3-6      |
| 2. | 11 luglio 2021   | Nur-Sultan International Tournament, Nur-Sultan    | Cemento     | Anastasija Tichonova | 6-2, 5-7, 1-6    |
| 3. | 11 giugno 2023   | La Marsa Open, La Marsa                            | Cemento     | Jana Kolodjnska      | 2-6, 0-2, rit.   |
| 4. | 9 settembre 2023 | Open 17 Saint-Palais-sur-Mer, Saint-Palais-sur-Mer | Terra rossa | Gergana Topalova     | 5-7, 7-5, 1-6    |
| 5. | 10 dicembre 2023 | São Paulo Tennis Classic, Mogi das Cruzes          | Terra rossa | Francisca Jorge      | 1-6, 1-6         |
| 6. | 20 luglio 2025   | Open Araba en Femenino, Vitoria-Gasteiz            | Cemento     | Linda Klimovičová    | 6-0, 6(5)-7, 0-6 |

### Doppio

#### Vittorie (25)
| Torneo $100.000 (1) |
| Torneo $80.000 (0)  |
| Torneo $75.000 (0)  |
| Torneo $60.000 (4)  |
| Torneo $50.000 (0)  |
| Torneo $40.000 (3)  |
| Torneo $25.000 (8)  |
| Torneo $15.000 (8)  |
| Torneo $10.000 (1)  |

| N.  | Data              | Torneo                                                          | Superficie      | Compagna              | Avversarie in finale                            | Punteggio           |
| 1.  | 9 agosto 2014     | Telavi Open, Telavi                                             | Terra rossa     | Agnė Čepelytė         | India Maggen Lenka Wienerová                    | 6-1, 7-5            |
| 2.  | 29 giugno 2019    | Open Internacional Femenino Trofeo Arcadis, Madrid              | Cemento         | Cristina Rosca        | Ioana Loredana Roșca Džulija Terzijska          | 6–3, 6(8)-7, [10–8] |
| 3.  | 31 agosto 2019    | Vrnjacka Banja Open, Vrnjačka Banja                             | Terra rossa     | Mariana Dražić        | Kristýna Hrabalová Laura Svatíková              | 6-2, 7-6(5)         |
| 4.  | 5 ottobre 2019    | Soho Square Egypt, Sharm el-Sheikh                              | Cemento         | Dasha Ivanova         | Romana Čisovská Stefania Rogozińska Dzik        | 6-1, 7-5            |
| 5.  | 12 ottobre 2019   | Soho Square Egypt, Sharm el-Sheikh                              | Cemento         | Dasha Ivanova         | Katarína Kužmová Anastasiaj Poplas'ka           | 5–7, 6–4, [10–8]    |
| 6.  | 16 novembre 2019  | Magic Tours, Monastir                                           | Cemento         | Nadia Echeverría Alam | Lamis Alhussein Abdel Aziz Célestine Avomo Ella | 7-6(6), 7-6(2)      |
| 7.  | 18 gennaio 2020   | Cancun Tennis Cup, Cancún                                       | Cemento         | Lian Tran             | Victoria Rodríguez Sofia Sewing                 | 6–2, 4–6, [10–7]    |
| 8.  | 21 novembre 2020  | PAF Open, Haabneeme                                             | Cemento (i)     | Lexie Stevens         | Emily Appleton Martyna Kubka                    | 6-2, 6-1            |
| 9.  | 22 maggio 2021    | Torneig Internacional Femení Platja D'Aro, Castell-Platja d'Aro | Terra rossa     | Oana Georgeta Simion  | Alex Eala Oksana Selechmet'eva                  | 6-3, 7-5            |
| 10. | 29 maggio 2021    | Torneig Arcadi Manchón, Santa Margarida de Montbui              | Cemento         | Victoria Bosio        | Celia Cerviño Ruiz Olivia Nicholls              | 4-6, 6-1, [10-7]    |
| 11. | 7 agosto 2021     | Tallink Estonian Open, Pärnu                                    | Terra rossa     | Anna Sisková          | Rutuja Bhosale Magali Kempen                    | 6(5)–7, 6–3, [10–5] |
| 12. | 5 febbraio 2022   | Egypt Women's Future, Sharm el-Sheikh                           | Cemento         | Isabelle Haverlag     | Irina Fetecău Simona Waltert                    | 6-1, 6-2            |
| 13. | 2 aprile 2022     | Engie Open de Seine-et-Marne, Croissy-Beaubourg                 | Cemento (i)     | Isabelle Haverlag     | Sof'ja Lansere Oksana Selechmet'eva             | 6-4, 6-2            |
| 14. | 30 aprile 2022    | ForteVillage ITF Trophy, Pula                                   | Terra rossa     | Nika Radišić          | Leyre Romero Gormaz Arantxa Rus                 | 4-6, 7-5, [10-7]    |
| 15. | 9 luglio 2022     | Seixal Ladies Open, Corroios-Seixal                             | Cemento         | Cody Wong Hong-yi     | Lee Ya-hsuan Wu Fang-hsien                      | 6-2, 7-5            |
| 16. | 13 agosto 2022    | Kapitel Estonian Open, Pärnu                                    | Terra rossa     | Valerija Strachova    | Eleni Christofi Gergana Topalova                | 6-2, 4-6, [10-8]    |
| 17. | 3 marzo 2023      | Engie Open de Touraine, Joué-lès-Tours                          | Cemento (i)     | Veronika Erjavec      | Chiara Scholl Anita Wagner                      | 6-4, 6-0            |
| 18. | 16 settembre 2023 | Skopje Women's, Skopje                                          | Terra rossa     | Jibek Kulambaeva      | Rina Saigo Yukina Saigo                         | 6-3, 6-4            |
| 19. | 7 ottobre 2023    | ForteVillage ITF Trophy, Pula                                   | Terra rossa     | Veronika Erjavec      | Nuria Brancaccio Angelica Moratelli             | 7-6(6), 6-0         |
| 20. | 16 dicembre 2023  | Vacaria Open, Vacaria                                           | Terra rossa (i) | Romina Ccuno          | Francisca Jorge Matilde Jorge                   | 6-2, 6-3            |
| 21. | 11 maggio 2024    | Florida's Sports Coast Open, Zephyrhills                        | Terra verde     | Christina Rosca       | Anna Rogers Alana Smith                         | 6-4, 6-4            |
| 22. | 13 ottobre 2024   | The Campus Carby VW Ladies Open, Quinta do Lago                 | Cemento         | Matilde Jorge         | Magali Kempen Lara Salden                       | 2-6, 6-4, [14-12]   |
| 23. | 2 novembre 2024   | Tevlin Women's Challenger, Toronto                              | Cemento (i)     | Jamie Loeb            | Julie Belgraver Jasmijn Gimbrère                | 6-2, 6-1            |
| 24. | 28 febbraio 2025  | Engie Open de Mâcon, Mâcon                                      | Cemento (i)     | Magali Kempen         | Tayisiya Morderger Yana Morderger               | 7-6(5), 6-2         |
| 25. | 26 luglio 2025    | Figueira da Foz Ladies Open, Figueira da Foz                    | Terra rossa     | Aneta Laboutková      | Francisca Jorge Matilde Jorge                   | 6–4, 3–6, [10–6]    |

#### Sconfitte (17)
| Torneo $100.000 (1) |
| Torneo $80.000 (0)  |
| Torneo $75.000 (0)  |
| Torneo $60.000 (3)  |
| Torneo $50.000 (0)  |
| Torneo $40.000 (1)  |
| Torneo $25.000 (8)  |
| Torneo $15.000 (3)  |
| Torneo $10.000 (1)  |

| N.  | Data              | Torneo                                               | Superficie  | Compagna              | Avversarie in finale                             | Punteggio              |
| 1.  | 20 settembre 2014 | GD Tennis Cup, Adalia                                | Terra rossa | Agnė Čepelytė         | Yumi Nakano Kotomi Takahata                      | 1–6, 5-7               |
| 2.  | 20 luglio 2019    | Cancun Tennis Cup, Cancún                            | Cemento     | Tiphanie Fiquet       | Adriana Reami Anna Rogers                        | 6(1)-7, 4-6            |
| 3.  | 13 febbraio 2021  | Jolie Ville Golf Women's, Sharm el-Sheikh            | Cemento     | Miharu Imanishi       | Kristýna Lavičková Anna Sisková                  | 6(0)-7, 4-6            |
| 4.  | 11 giugno 2021    | Vilnius Cup, Vilnius                                 | Cemento (i) | Akvilė Paražinskaitė  | Ekaterina Makarova Anna Morgina                  | 2-6, 6-3, [2-10]       |
| 5.  | 21 agosto 2021    | Women's World Tennis Tour Cidade de Ourense, Ourense | Cemento     | Alba Carrillo Marin   | Lee Ya-hsuan Ekaterina Jašina                    | 2-6, 3-6               |
| 6.  | 4 settembre 2021  | CMG Tennis Cup, Trieste                              | Terra rossa | Olivia Tjandramulia   | Andreea Prisăcariu Nika Radišić                  | 5-7, 2-6               |
| 7.  | 19 febbraio 2022  | Aegon Pro-Series Glasgow, Glasgow                    | Cemento (i) | Valerija Savinych     | Quinn Gleason Catherine Harrison                 | 4-6, 1-6               |
| 8.  | 1º luglio 2022    | Open Generali Ciudad de Palma de Río, Palma del Río  | Cemento     | Celia Cerviño Ruiz    | Valerija Savinych Fanny Stollár                  | 6(3)-7, 2-6            |
| 9.  | 23 luglio 2022    | Open Araba en Femenino, Vitoria                      | Cemento     | Isabelle Haverlag     | Marija Bondarenko Ioana Loredana Roșca           | 6-4, 4-6, [9-11]       |
| 10. | 14 gennaio 2023   | GB Pro-Series Loughborough, Loughborough             | Cemento (i) | Bibiane Schoofs       | Viktória Morvayová Anna Sisková                  | 3-6, 7-6(3), [6-10]    |
| 11. | 9 dicembre 2023   | São Paulo Tennis Classic, Mogi das Cruzes            | Terra rossa | Nicole Fossa Huergo   | Ana Candiotto Melany Solange Krywoj              | 2-6, 6-1, [6-10]       |
| 12. | 2 marzo 2024      | Federal Bank ITF, Gurgaon                            | Cemento     | Jacqueline Cabaj Awad | Jibek Kulambaeva Ankita Raina                    | 4-6, 2-6               |
| 13. | 9 marzo 2024      | MSLTA NDHTA ITF, Nagpur                              | Cemento     | Ku Yeon-woo           | Irina Bara Dalila Jakupovič                      | 7-6(8), 6(5)-7, [7-10] |
| 14. | 5 aprile 2024     | Split Open, Spalato                                  | Terra rossa | Veronika Erjavec      | Valentini Grammatikopoulou Prarthana Thombare    | 4-6, 1-6               |
| 15. | 6 settembre 2024  | Open 17 Saint-Palais sur Mer, Saint-Palais-sur-Mer   | Terra rossa | Sapfo Sakellaridi     | Sarah Iliev Emma Léné                            | 6(5)-7, 2-6            |
| 16. | 15 marzo 2025     | Intaro Elite Cup, Târgu Mureș                        | Cemento (i) | Madeleine Brooks      | Camilla Rosatello Nina Stojanović                | 6(1)-7, 2-6            |
| 17. | 14 giugno 2025    | Engie Open Biarritz Pays Basque, Biarritz            | Terra rossa | Jessie Aney           | Irene Burillo Escorihuela María Portillo Ramírez | 6-4, 1-6, [5-10]       |